# Faustina (film, 1968)
Pour les articles homonymes, voir Faustine.
Pour plus de détails, voir Fiche technique et Distribution.
Faustina est une comédie à l'italienne réalisée par Luigi Magni et sortie en 1968.

## Synopsis
Faustine est une femme au teint foncé, fille d'un soldat noir et d'une Romaine. Elle vit avec son mari maniaque, Quirino, qui est un pilleur de tombes. Il pille les tombes étrusques dans la région de Cerveteri et de Tarquinia et revend ensuite les trésors trouvés à de riches collectionneurs étrangers.
Fatiguée par la violence quotidienne de Quirino, Faustina envisage de s'enfuir. L'occasion se présente lorsqu'elle rencontre le timide Aeneas, un nouveau voisin, conteur sans le sou mais à l'esprit généreux ; un amour platonique s'épanouit entre lui et Faustina. Après avoir trompé Quirino, Aeneas et Faustina décident de s'enfuir ensemble, mais en cherchant précipitamment la valise placée sous le lit, ils y découvrent un colis suspect. Or, ce qui leur apparaît comme un cadavre enveloppé dans un drap est en fait une momie étrusque volée par Quirino, cachée là dans l'attente d'un riche acquéreur. Les deux amants y voient la preuve d'un meurtre commis par Quirino, au caractère violent. Faustine, malgré le harcèlement de son mari, pense alors à aider Quirino avant de s'enfuir en jetant la momie dans le Tibre pour faire disparaître les preuves du crime. La nuit du même jour, cependant, ils regrettent tous deux leur fugue et décident de revenir sur leurs pas.
Lorsque Quirino découvre que la momie n'est plus là, sa réaction est violente : l'homme envoie Faustine mourante à l'hôpital. Une fois rétablie, Faustina décide de se venger : elle attache son mari à une chaise et le bat. Mais Quirino, après avoir subi cela, décide de dénoncer sa femme aux carabiniers pour les violences qu'il a subies. Faustina est donc arrêtée et condamnée à six mois de prison. Après avoir purgé sa peine, elle révèle à son mari qu'elle est enceinte, mais Quirino est persuadé que l'enfant qu'elle porte est celui d'Enea.
Faustine assiste alors, résignée, pour la énième fois, au passage à tabac d'Enea par Quirino, qui dit que tous les trois le dégoûtent. Enea dit à Quirino qu'il n'a rien compris mais Quirino ne dit rien à Faustina. La jeune fille demande à Enea s'il a déjà battu l'enfant. Enea nie catégoriquement et les deux jeunes gens se quittent en parlant de l'avenir de la famille en se tenant par la main.

## Fiche technique
- Titre italien : Faustina[1],[2],[3]
- Réalisateur : Luigi Magni
- Scénario : Luigi Magni
- Photographie : Roberto Gerardi, Roberto D'Ettorre Piazzoli
- Montage : Anna Napoli
- Musique : Armando Trovajoli
- Décors et costumes : Lucia Mirisola
- Production : Gianni Buffardi
- Société de production : Teseo Cinematografica
- Pays de production :  Italie
- Langue originale : italien
- Format : Couleurs par Eastmancolor - Son mono - 35 mm
- Durée : 106 minutes
- Genre : Comédie à l'italienne
- Dates de sortie :
  - Italie : 11 octobre 1968

## Distribution
- Vonetta McGee : Faustine
- Renzo Montagnani : Quirino Ceccarelli
- Enzo Cerusico : Enea Troiani
- Ernesto Colli : Vespasiano, le beau-père de Faustine
- Valentino Macchi : un carabinier
- Franco Acampora : complice de Quirino
- Clara Bindi : la mère de Faustina
- Mirella Pamphili : fille sur la tombe de Scipion
- Ottavia Piccolo : jeune fille amoureuse d'Enea
- Salvatore Puntillo : un carabinier